# Enfers de Beppu
Les sources chaudes, onsen, appelées enfers de Beppu (別府地獄, Beppu jigoku), situées dans la ville de Beppu dans la préfecture d'Ōita au Japon, sont désignées lieu de beauté pittoresque de niveau national. Les « enfers », qui sont destinés à être admirés, ne sont pas des lieux de baignade.

## Les différents enfers

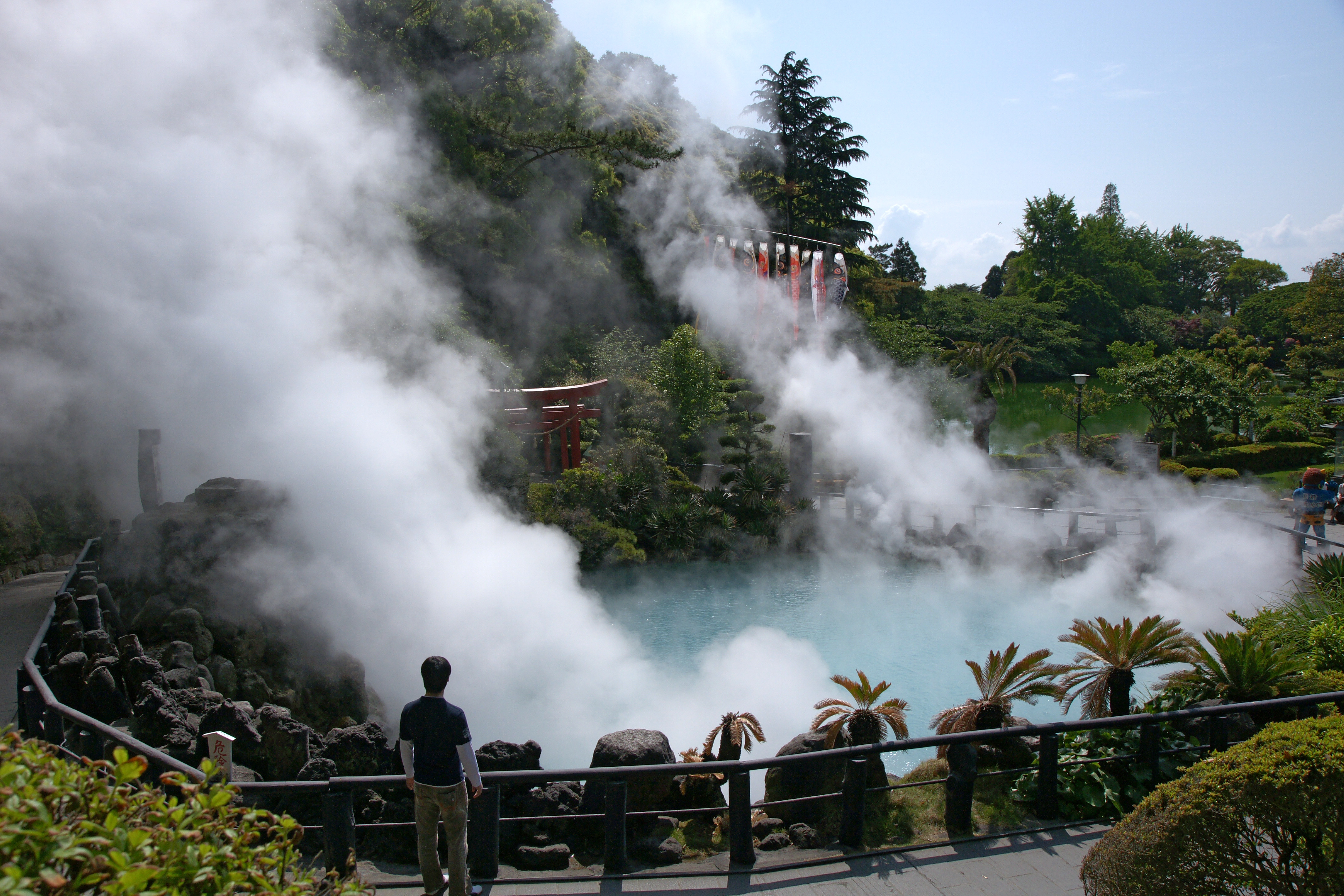
Umi Jigoku, un des enfers de Beppu avec son bassin bleu cobalt

Les sept sources d'eau chaudes sont situées dans deux districts différents, cinq dans celui de Kannawa et deux dans celui de Shibaseki. Chaque enfer présente des caractéristiques uniques, allant des lacs de boue bouillonnante aux geysers éruptifs. Le terme jigoku (enfer) vient de l'activité hydrothermale intense qui effrayait autrefois les habitants.

### 1. Umi Jigoku (海地獄) - Enfer de la Mer
Situé dans le district de Kannawa, Umi Jigoku se distingue par son bassin d'eau bouillante d'une couleur bleu cobalt. Le site comprend également des jardins, des bassins d'eau verte et des portails torii rouges,,.

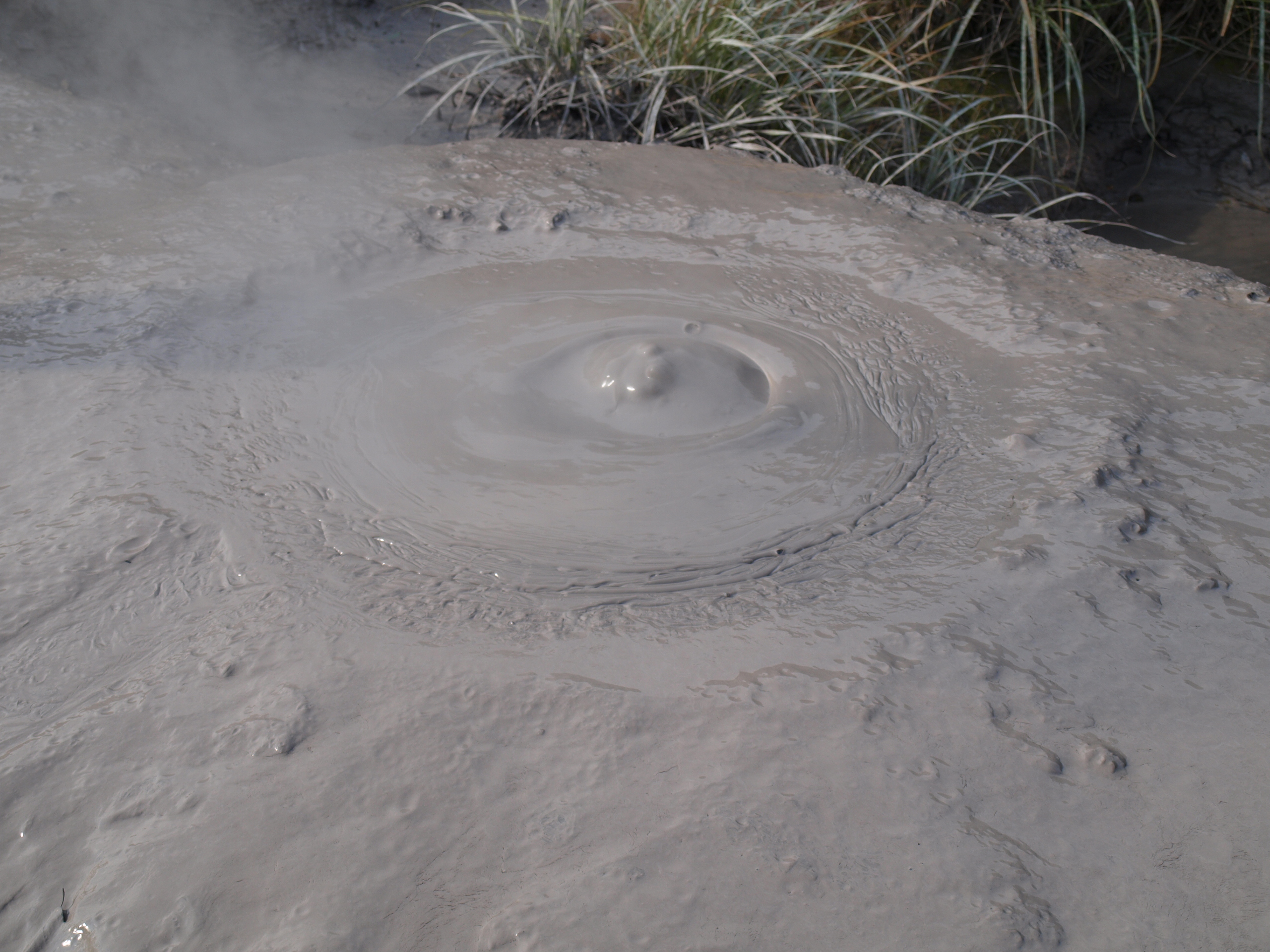
Oniishibozu Jigoku, avec une bulle de boue

### 2. Oniishibozu Jigoku (鬼石坊主地獄) - Enfer des Têtes de Moines
Situé dans le district de Kannawa, Oniishibozu Jigoku se caractérise par des bulles de boue grise qui ressemblent à des têtes de moines rasées. Il y a également un bain de pieds et une section où des roches de lave sont exposées,,.

### 3. Shiraike Jigoku (白池地獄) - Enfer du lac Blanc
Situé dans le district de Kannawa, Shiraike Jigoku, se distingue par son bassin de couleur blanche laiteuse, entouré de jardins avec des fleurs roses. Un petit aquarium est également présent sur le site,.

### 4. Kamado Jigoku (釜地獄) - l’Enfer du chaudron
Situé dans le district de Kannawa, Kamado Jigoku offre une variété de bassins colorés et une statue de démon. Les visiteurs peuvent boire l'eau des sources chaudes et profiter des bains de pieds et de mains,,.

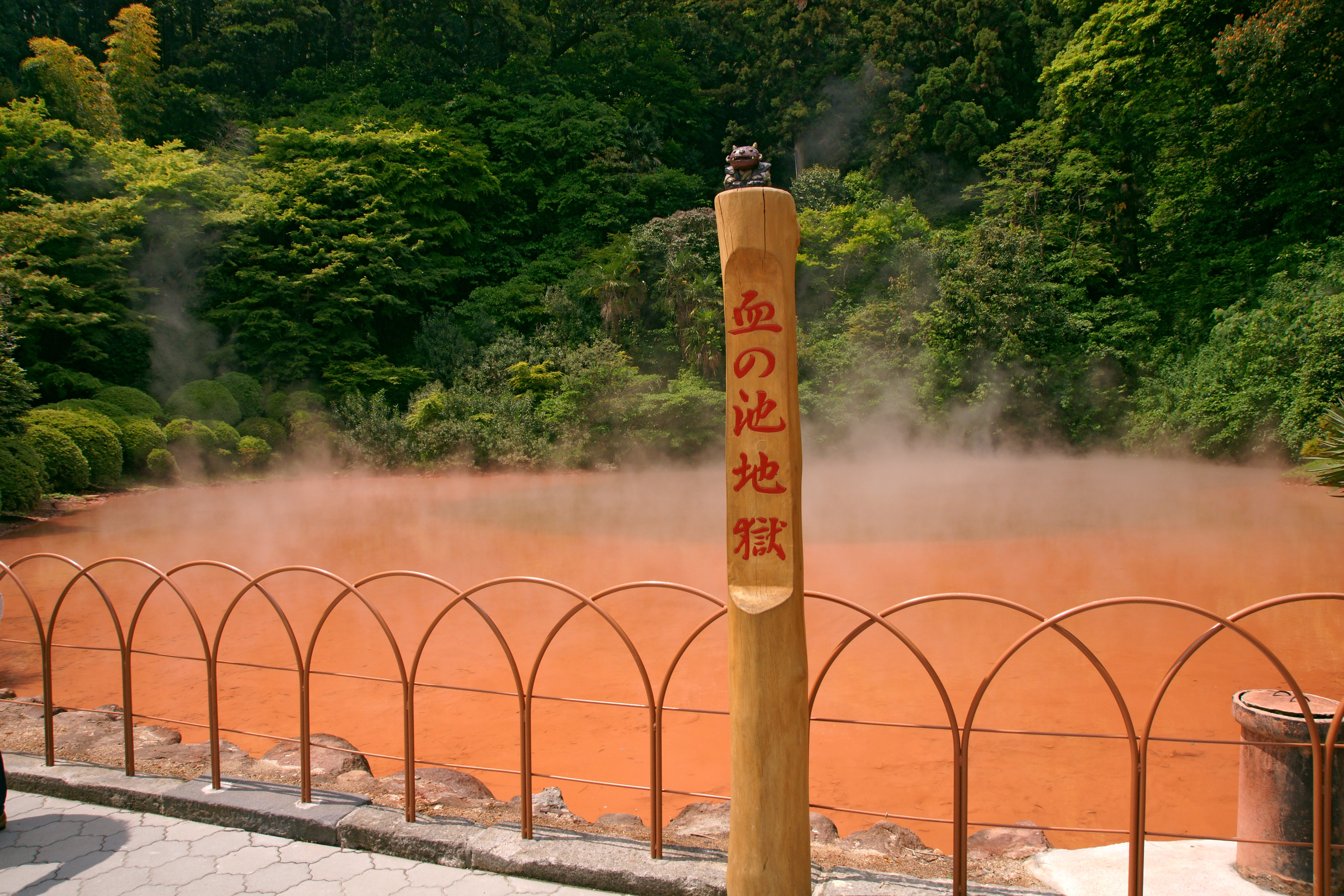
Chinoike Jigoku

### 5. Oniyama Jigoku (鬼山地獄) - Enfer de la Montagne aux démons

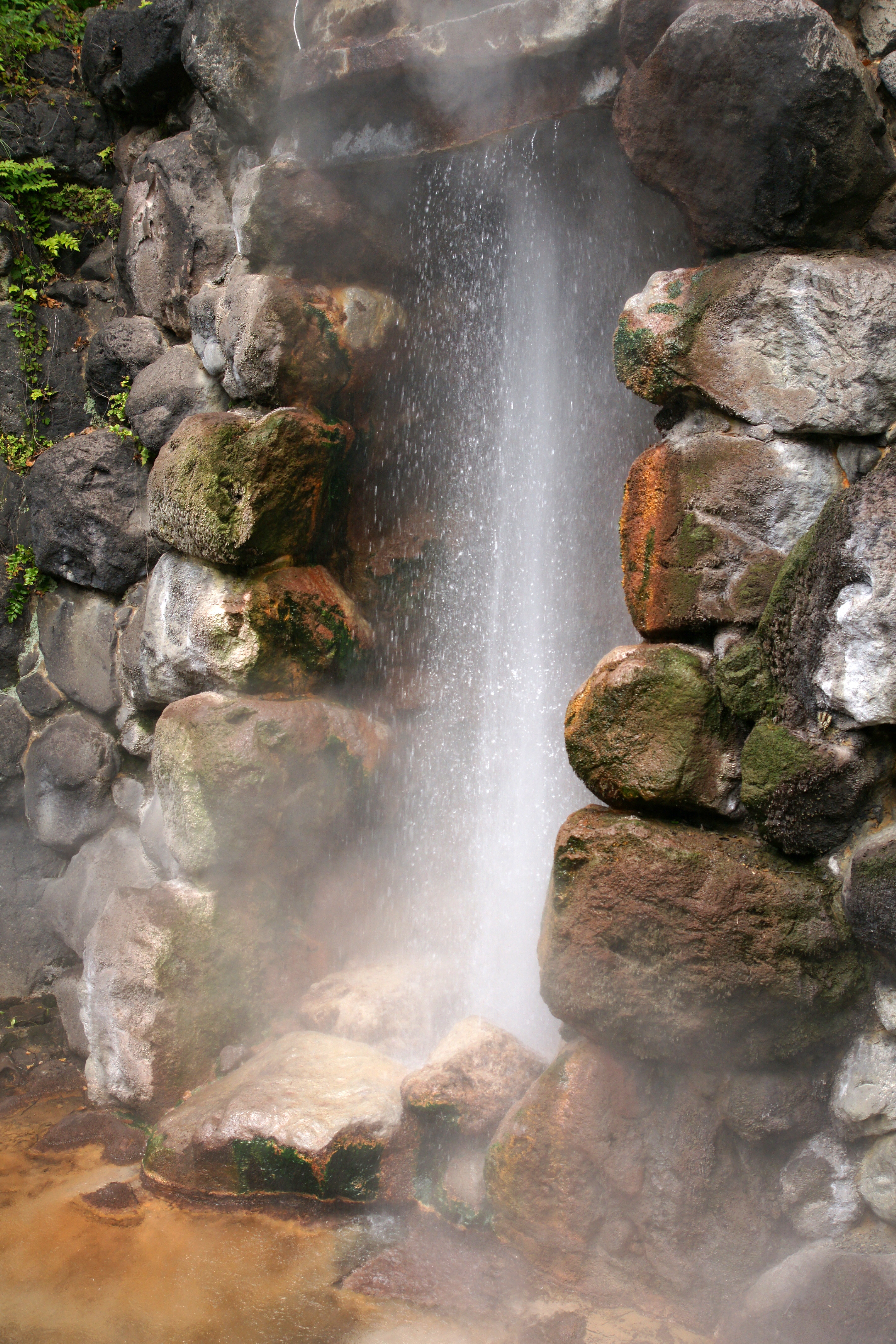
Tatsumaki Jigoku en eruption

Situé dans le district de Kannawa, Oniyama Jigoku enfer est connu pour ses 80 crocodiles et ses bassins de couleur verte. Il est aussi connu pour être le premier endroit du japon a accueillir des crocodiles,,,.

### 6. Chinoike Jigoku (血の池地獄) - Enfer du lac de Sang
Situé dans le district de Shibaseki, Chinoike Jigoku présente un bassin de couleur rouge sang, entouré de verdure. Il est l'un des enfers les plus anciens de Beppu,,.

### 7. Tatsumaki Jigoku (龍巻地獄) - Enfer du Geyser
Situé dans le district de Shibaseki, Tatsumaki Jigoku est célèbre pour son geyser qui érupte toutes les 30-40 minutes pendant environ 6-10 minutes. Environ 600 litre d'eau sont expulsé a 105 degré,.